# Woods Bay (Montana)
Woods Bay es un lugar designado por el censo ubicado en el condado de Lake en el estado estadounidense de Montana. En el Censo de 2010 tenía una población de 661 habitantes y una densidad poblacional de 184,8 personas por km².

## Geografía
Woods Bay se encuentra ubicado en las coordenadas 48°0′35″N 114°3′54″O / 48.00972, -114.06500. Según la Oficina del Censo de los Estados Unidos, Woods Bay tiene una superficie total de 3.58 km², de la cual 3.54 km² corresponden a tierra firme y (1.16%) 0.04 km² es agua.

## Demografía
Según el censo de 2010, había 661 personas residiendo en Woods Bay. La densidad de población era de 184,8 hab./km². De los 661 habitantes, Woods Bay estaba compuesto por el 96.67% blancos, el 0% eran afroamericanos, el 0.76% eran amerindios, el 0.15% eran asiáticos, el 0% eran isleños del Pacífico, el 0.15% eran de otras razas y el 2.27% pertenecían a dos o más razas. Del total de la población el 2.12% eran hispanos o latinos de cualquier raza.